# Calciatore sudamericano dell'anno 2010
Il premio di calciatore sudamericano dell'anno per il 2010 fu assegnato a Andrés D'Alessandro, calciatore argentino dell'Internacional.

## Classifica
| Pos. | Calciatore           | Naz.      | Voti | Club                 |
| ---- | -------------------- | --------- | ---- | -------------------- |
| 1.   | Andrés D'Alessandro  | Argentina | 61   | Internacional        |
| 2.   | Juan Sebastián Verón | Argentina | 51   | Estudiantes (LP)     |
| 3.   | Neymar               | Brasile   | 47   | Santos               |
| 4.   | Darío Conca          | Argentina | 46   | Fluminense           |
| 5.   | Santiago Silva       | Uruguay   | 35   | Vélez Sarsfield      |
| 6.   | Mauricio Victorino   | Uruguay   | 33   | Universidad de Chile |
| 7.   | Hilario Navarro      | Argentina | 28   | Independiente        |
| 8.   | Néicer Reasco        | Ecuador   | 26   | LDU Quito            |
| 9.   | Leandro Desábato     | Argentina | 24   | Estudiantes (LP)     |
| 9.   | Egidio Arévalo       | Uruguay   | 24   | Peñarol              |
| 9.   | Giuliano             | Brasile   | 24   | Internacional        |
| 12.  | Pablo Guiñazú        | Argentina | 23   | Internacional        |
| 13.  | Humberto Suazo       | Cile      | 19   | Monterrey            |
| 14.  | Thiago Ribeiro       | Brasile   | 17   | Cruzeiro             |
| 14.  | Martín Silva         | Uruguay   | 17   | Defensor Sporting    |
| 16.  | Bolívar              | Brasile   | 14   | Internacional        |
| 16.  | Guillermo Ochoa      | Messico   | 14   | América              |
| 18.  | Kléber               | Brasile   | 13   | Palmeiras            |
| 18.  | Rogério Ceni         | Brasile   | 13   | San Paolo            |
| 20.  | Gary Medel           | Cile      | 11   | Boca Juniors         |
| 20.  | Walter Montillo      | Argentina | 11   | Cruzeiro             |
| 20.  | Miguel Pinto         | Cile      | 11   | Universidad de Chile |
| 20.  | Roberto Carlos       | Brasile   | 11   | Corinthians          |
| 24.  | Giovanni Moreno      | Colombia  | 10   | Racing Club          |
| 24.  | Renan                | Brasile   | 10   | Internacional        |
| 26.  | Juan Pablo Carrizo   | Argentina | 9    | River Plate          |
| 26.  | Luis Ernesto Michel  | Messico   | 9    | Guadalajara          |
| 26.  | Victor               | Brasile   | 9    | Grêmio               |
| 29.  | Norberto Araujo      | Argentina | 8    | LDU Quito            |
| 29.  | Fábio                | Brasile   | 8    | Cruzeiro             |
| 29.  | Índio                | Brasile   | 8    | Internacional        |
| 29.  | Rodrigo Mora         | Uruguay   | 8    | Defensor Sporting    |
| 33.  | Rodrigo Braña        | Argentina | 7    | Estudiantes (LP)     |
| 33.  | José Cevallos        | Ecuador   | 7    | LDU Quito            |
| 35.  | Sebastián Abreu      | Uruguay   | 6    | Botafogo             |
| 35.  | Ulises de la Cruz    | Ecuador   | 6    | LDU Quito            |
| 35.  | Nei                  | Brasile   | 6    | Internacional        |
| 35.  | Agustín Orión        | Argentina | 6    | Estudiantes (LP)     |
| 35.  | Emiliano Papa        | Argentina | 6    | Vélez Sarsfield      |
| 40.  | Diego Barreto        | Paraguay  | 5    | Cerro Porteño        |
| 40.  | Omar Bravo           | Messico   | 5    | Guadalajara          |
| 40.  | Fabián Cubero        | Argentina | 5    | Vélez Sarsfield      |
| 40.  | Marcos Assunção      | Brasile   | 5    | Palmeiras            |
| 40.  | Rafael Moura         | Brasile   | 5    | Goiás                |
| 40.  | Jorge Valdivia       | Brasile   | 5    | Palmeiras            |
| 46.  | Alex Silva           | Brasile   | 4    | San Paolo            |
| 46.  | Elias                | Brasile   | 4    | Corinthians          |
| 46.  | Jorge Guagua         | Ecuador   | 4    | LDU Quito            |
| 46.  | Léo Moura            | Brasile   | 4    | Flamengo             |
| 46.  | Lucas Mareque        | Argentina | 4    | Independiente        |
| 46.  | Mariano              | Brasile   | 4    | Fluminense           |
| 46.  | Juan Manuel Martínez | Argentina | 4    | Vélez Sarsfield      |
| 46.  | Sebastián Peratta    | Argentina | 4    | Newell's Old Boys    |
| 46.  | Enzo Pérez           | Argentina | 4    | Estudiantes (LP)     |
| 46.  | Pedro Sarabia        | Paraguay  | 4    | Libertad             |
| 46.  | Andrés Scotti        | Uruguay   | 4    | Colo-Colo            |